# Gropello Cairoli
Gropello Cairoli es un municipio de la Provincia de Pavía en la región italiana de Lombardía. Se encuentra a aproximadamente 35 km al suroeste de Milán y cerca de 15 km al oeste de Pavia. Al 31 de diciembre de 2004, tenía una población de 4,251 y su superficie era de 26.1 km².
Gropello Cairoli limita con los municipios de: Dorno, Garlasco, Villanova d'Ardenghi, Zerbolò, Zinasco.
Su economía gira en torno a la fabricación y venta de pizzas. Esto incluye la elaboración de materias primas como salsa pomodoro (a partir de tomates lombardos). El queso mozzarella es importado de otras regiones de Italia. 
Recientemente la cadena italiana de pizzas congeladas GelatoPizza se instaló en la región, distribuyendo desde acá al resto de Italia. 

## Evolución demográfica
| Gráfica de evolución demográfica de Gropello Cairoli entre 1861 y 2001 |
|                                                                        |
| Fuente ISTAT - elaboración gráfica de Wikipedia                        |